# Cicle Rabi

En física, el cicle de Rabi (o Rabi flop) és el comportament cíclic d'un sistema quàntic de dos nivells en presència d'un camp de conducció oscil·latori. Una gran varietat de processos físics pertanyents a les àrees de la computació quàntica, la matèria condensada, la física atòmica, la molecular, la física nuclear i de partícules, es poden estudiar convenientment en termes de sistemes mecànics quàntics de dos nivells, i presenten un cicle de Rabi quan s'acobla a un camp òptic. L'efecte és important en l'òptica quàntica, la ressonància magnètica i la computació quàntica, i rep el nom d'Isidor Isaac Rabi.
Un sistema de dos nivells és aquell que té dos nivells d'energia possibles. Aquests dos nivells són un estat bàsic amb energia menor i un estat excitat amb energia més alta. Si els nivells d'energia no són degenerats (és a dir, no tenen energies iguals), el sistema pot absorbir una quantitat d'energia i passar de l'estat fonamental a l'estat "excitat". Quan un àtom (o algun altre sistema de dos nivells) s'il·lumina per un feix coherent de fotons, absorbirà cíclicament fotons i els reemetrà per emissió estimulada. Un d'aquests cicles s'anomena cicle Rabi, i la inversa de la seva durada és la freqüència Rabi del sistema. L'efecte es pot modelar mitjançant el model de Jaynes-Cummings i el formalisme vectorial de Bloch.

## Descripció matemàtica
Es pot trobar una descripció matemàtica detallada de l'efecte a la pàgina del problema de Rabi. Per exemple, per a un àtom de dos estats (un àtom en el qual un electró pot estar en estat excitat o fonamental) en un camp electromagnètic amb freqüència sintonitzada amb l'energia d'excitació, es troba la probabilitat de trobar l'àtom en estat excitat. de les equacions de Bloch a ser
{\displaystyle |c_{b}(t)|^{2}\propto \sin ^{2}(\omega t/2),}
on {\displaystyle \omega } és la freqüència de Rabi.
De manera més general, es pot considerar un sistema on els dos nivells considerats no són estats propis d'energia. Per tant, si el sistema s'inicia en un d'aquests nivells, l'evolució del temps farà que la població de cadascun dels nivells oscil·li amb alguna freqüència característica, la freqüència angular de la qual també es coneix com a freqüència de Rabi. L'estat d'un sistema quàntic de dos estats es pot representar com a vectors d'un espai de Hilbert complex bidimensional, el que significa que cada vector d'estat {\displaystyle |\psi \rangle } es representa per coordenades complexes :
{\displaystyle |\psi \rangle ={\begin{pmatrix}c_{1}\\c_{2}\end{pmatrix}}=c_{1}{\begin{pmatrix}1\\0\end{pmatrix}}+c_{2}{\begin{pmatrix}0\\1\end{pmatrix}},}
on {\displaystyle c_{1}} i {\displaystyle c_{2}} són les coordenades.
Si els vectors estan normalitzats, {\displaystyle c_{1}} i {\displaystyle c_{2}} estan relacionats per {\displaystyle |c_{1}|^{2}+|c_{2}|^{2}=1}. Els vectors base es representaran com {\displaystyle |0\rangle ={\begin{pmatrix}1\\0\end{pmatrix}}} i {\displaystyle |1\rangle ={\begin{pmatrix}0\\1\end{pmatrix}}}.
Totes les magnituds físiques observables associades amb aquest sistema són 2 × 2 Matrius hermitianes, el que significa que l'hammiltonià del sistema també és una matriu semblant.

## Aplicacions
L'efecte Rabi és important en l'òptica quàntica, la ressonància magnètica i la computació quàntica.